# Verband Schweizerischer Assistenz- und Oberärztinnen und -ärzte
Der Verband Schweizerischer Assistenz- und Oberärztinnen und -ärzte (VSAO) ist ein Berufsverband (Verein) der angestellten Ärzte, insbesondere der Assistenz- und Oberärzte, in der Schweiz, mit Hauptsitz in Bern. Er hat (2017/18) ca. 20'000 Mitglieder und besteht aus 16 selbstständigen, regionalen Sektionen. Er ging aus dem 1945 gegründeten Verband Schweizerischer Assistenzärzte hervor.

## Zweckbestimmung
Er vertritt die beruflichen, standespolitischen und wirtschaftlichen Interessen der angestellten Ärzte in der Schweiz, unterstützt auch die Anliegen der Medizinstudierenden und arbeitet eng mit deren Organisation swimsa zusammen.
Der VSAO setzt sich gemäss Eigendarstellung ein für:
- gute Arbeitsbedingungen für die Spitalärzte,
- gute ärztliche Weiterbildung,
- ein qualitativ hochstehendes, finanzierbares Gesundheitssystem.

Die regionalen Sektionen vertreten die Mitgliederinteressen auch direkt auf kantonaler Ebene.
Der VSAO ist die grösste Basisorganisation der Verbindung der Schweizer Ärztinnen und Ärzte (FMH), wo er die Anliegen seiner Mitglieder in ihren Gremien vertritt.

## Publikationsorgan
Seit 1981 gab der Verband ein eigenes gedrucktes Publikationsorgan heraus, zunächst bis 1990 unter dem Titel Informationsbulletin / Verband schweizerischer Assistenz- und Oberärzte, von 1991 bis 1996 das Bulletin ASMAC / Association suisse des médecins-assistants et chefs de clinique (ASMAC) = VSAO-Bulletin / Verband schweizerischer Assistenz- und Oberärzte (VSAO) im Schwabe-Verlag Basel und von 1997 bis 2024 als VSAO-Journal.

## Weitere VSAO-Organisationen
Neben dem Berufsverband sind drei Partnerorganisationen mit der gemeinsamen Bezeichnung VSAO tätig:
- mediservice vsao-asmac – vom vsao 1988 gegründeter Verein, der sich mit allen Versicherungslösungen befasst, einschliesslich Beratung (wie für Kollektivkranken- oder Taggeldversicherungen) und die Verbandszeitschrift vsao Journal herausgibt.
- Vorsorgestiftung VSAO, vom VSAO 1983 gegründete Stiftung für berufliche Vorsorge für angestellte Assistenz- und Oberärzte.
- VSAO Stiftung für Selbständigerwerbende, vom VSAO 1986 gegründete Stiftung für berufliche Vorsorge für selbständigerwerbende Ärzte.

Alle vier Organisationen sind selbstständig und unabhängig, mit getrennten Mitgliedschaften.